# Capitania de Paraguaçu
A Capitania de Paraguaçu constituiu capitania privada doada a Álvaro da Costa em 1562, e confirmada pelo rei em 1565, convertendo a sesmaria em capitania.
Entretanto, a capitania não presenciou a fundação de vilas em seu território durante o final do século XVI e grande parte do século XVII. Isso pode ser atribuído às mortes prematuras de Álvaro da Costa e Fernão Vaz da Costa, que estavam entusiasmados com o projeto de colonização da região, um interesse que não foi compartilhado por seus sucessores. Apesar disso, o interesse demonstrado por indivíduos de posições sociais privilegiadas na sociedade em formação na Bahia do século XVI indica que a capitania não foi negligenciada. O estudo das concessões de sesmarias no Paraguaçu, por sua vez, revela aspectos importantes e específicos sobre o processo de colonização na Bahia durante a segunda metade do século XVI.